# Denman Island
Die Insel Denman Island gehört zum nördlichen Teil der Gulf Islands in der kanadischen Provinz British Columbia und liegt zwischen dem Festland und Vancouver Island. Vom westlich gelegenen Vancouver Island wird die Insel durch den etwa 2 Kilometer breiten Baynes Sound getrennt. Von ihrer östlichen Nachbarinsel Hornby Island ist sie durch den etwa 1,5 Kilometer breiten Lambert Channel getrennt.
Die Insel in der Straße von Georgia ist maximal 9 Kilometer lang und höchstens 4 Kilometer breit. Der höchste Punkt der Insel findet sich im Westen und zieht sich als Bergrücken mit einer Höhe von rund 120 Metern an der Küste entlang.
Der Zensus im Jahr 2011 ergab für die Insel eine Einwohnerzahl von 1.022 Bewohnern. Eine richtige Ortschaft oder einen Schwerpunkt der Besiedlung gibt es auf der Insel nicht. Der Hauptteil der Einwohner lebt in überwiegend einzeln stehenden Häusern. Kleinere Ansammlungen von Häusern finden sich in der Nähe der beiden Fährterminals. Die Insel gehört zum Comox Valley Regional District.

## Geschichte
Benannt wurde die Insel nach dem britischen Admiral Joseph Denman, welcher von 1864 bis 1866 Befehlshaber der Royal Navy Pazifik Schwadron war. Die Briten waren jedoch nicht die Entdecker der Insel. Bereits 1791 hatte eine Expedition unter der Leitung von José María Narváez die Insel entdeckt. Unter diesem hatte die Insel, zusammen mit Hornby Island, den Namen Islas de Lerena bekommen.
Vor dem Eintreffen der ersten europäischen Entdecker und Siedler war die Insel jedoch bereits von First Nations, vom Stamm der Comox besiedelt. In ihrer Sprache heißt die Insel lháytayich.
Erst seit 1954 verbindet ein offizieller und regelmäßiger Fährverkehr die Insel mit Vancouver Island. Vorher waren die Einwohner auf eigenen Boote oder die Mitnahme in fremden Booten und Schiffen angewiesen, wobei schon ab 1935 mehr oder weniger regelmäßig ein privater Fährverkehr existierte.

## Verkehr
Denman Island ist regulär nur mit Fähren der BC Ferries zu erreichen. Diese verkehren vom Buckley Bay Ferry Terminal auf Vancouver Island zum Denman West Ferry Terminal auf Denman Island. Weiterhin verkehrt, an der Ostküste, noch eine Fähre von Denman Island nach Hornby Island.
Einen offiziellen Wasserflugplatz gibt es auf bzw. um die Insel nicht, jedoch ist eine entsprechende Landung trotzdem möglich. Auf Grund der schroffen Küstenlinie ist ein Anlegen jedoch nur nahe der Fährterminals möglich.

## Parks
Neben verschiedenen kommunalen Parks finden sich auf der Insel auch zwei Provincial Parks. Dies ist neben dem Boyle Point Provincial Park noch der Fillongley Provincial Park.
Nördlich der Insel findet sich noch ein weiterer Park, es handelt sich um den Sandy Island Marine Provincial Park. Bei sehr ausgeprägter Ebbe ist er von der Nordspitze von Denman Island aus zu Fuß zu erreichen.